# Franck N'Dioro
Franck N'Dioro est un footballeur français généralement placé comme défenseur  et reconverti en entraîneur, né le 12 janvier 1966.
Il est le frère de Philippe N'Dioro, ancien international camerounais.

## Biographie
De 1985 à 1989, il évolue en 2e division avec le CO du Puy.
Il entraîne l'équipe réserve du Nîmes Olympique en CFA 2 jusqu'en juin 2011. Non prolongé, il rejoint le Gap HAFC, relégué par la DNCG en CFA.